# Reserva Biológica Huilo Huilo

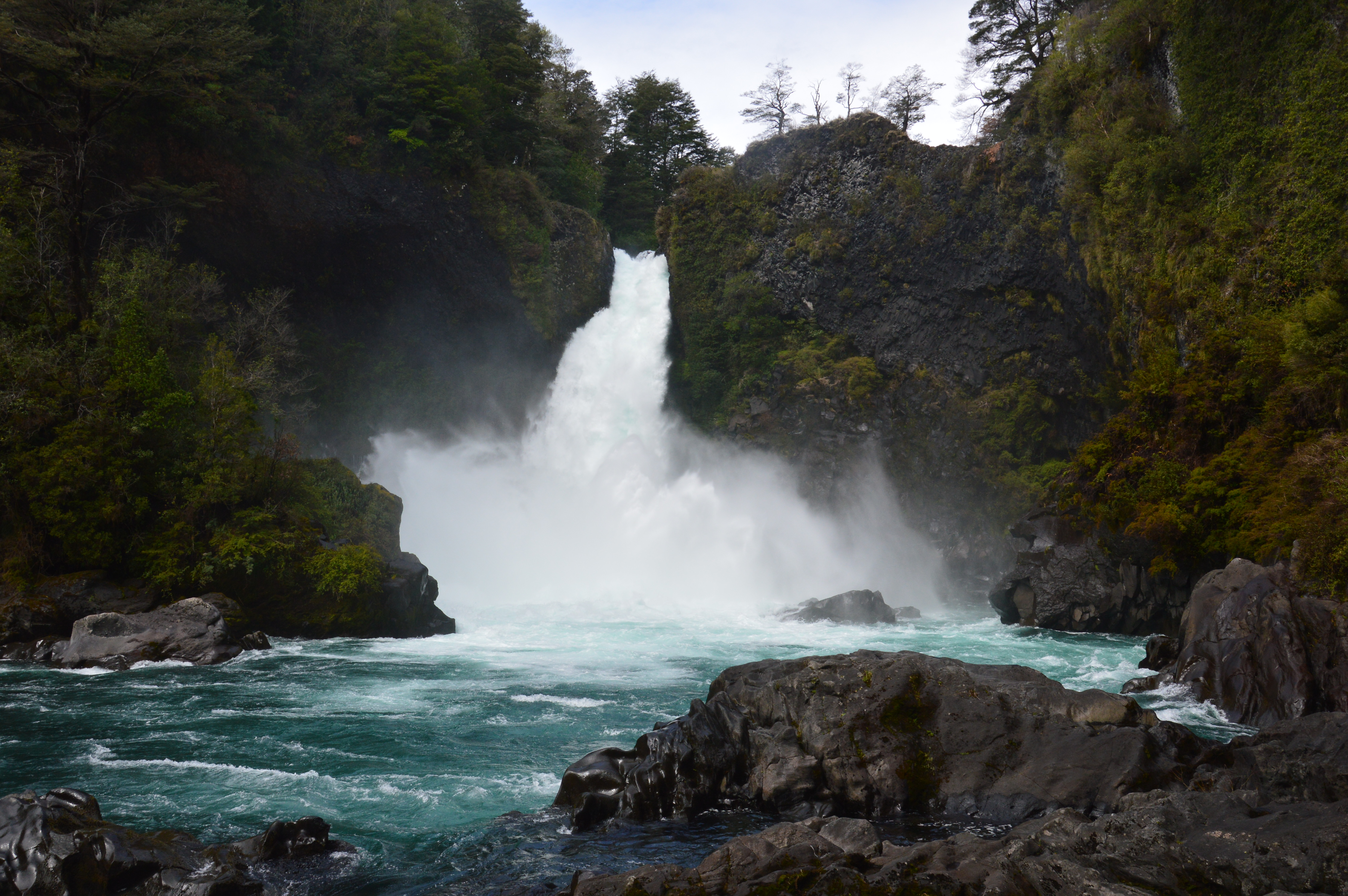
Salto de Huilo Huilo

Das Reserva Biológica Huilo Huilo ist ein privates Naturschutzgebiet. Es umfasst eine Fläche von 100.000 Hektar und befindet sich auf dem Gebiet der chilenischen Gemeinden Panguipulli und Futrono in der Región de Los Ríos. Das Reserva befindet sich in der Andenhauptkordillere nahe der Grenze zu Argentinien. Das Dorf Neltume am Parkeingang hat ungefähr 3000 Einwohner (Stand 2014). Das Reserva Biológica Huilo Huilo befindet sich innerhalb des 2007 gegründeten Reserva de la Biósfera de los Bosques Templados. 

## Geschichte
Ursprünglich war das Gebiet von den Mapuche bewohnt. Ein großer wirtschaftlicher Aufschwung fand Anfang des 20. Jahrhunderts durch den Anschluss der Eisenbahn an Panguipulli und der Boom der Forstwirtschaft statt. Die Wälder waren im Besitz von privaten Großgrundbesitzern. 1971 wurden die Wälder während der Regierung des sozialistischen Staatspräsidenten Salvador Allende verstaatlicht. Daraus entstand das staatliche geführte 360.000 Hektar große Complejo Forestal y Maderero Panguipulli. Das wirtschaftliche Zentrum des Complejos war Neltume, wo sich noch heute das Sägewerk und der Trockner befinden. Während der Militärdiktatur von Augusto Pinochet wurde das Areal von der Nationalen Forstbehörde CONAF geführt. Ende der 1980er Jahre wurde das Gebiet aufgrund der nachlassenden Wirtschaftlichkeit des Forstsektors an chilenische Investoren verkauft. Im Jahr 2000 wurde das Gebiet in das private Schutzgebiet Reserva Biológica Huilo Huilo mit anfänglich 60.000 Hektar umgewandelt. In den letzten Jahren wurde das Areal auf 100.000 ha vergrößert.

## Tourismus
Innerhalb des Reservas wurden verschiedene Tourismusprojekte implementiert. Diese Projekte haben das Ziel ein idyllisches, natürliches und abenteuerliches Image des Gebiets zu erzeugen. Das Reverva wird von chilenischen als auf internationalen Touristen besucht. Zu den Hauptattraktionen zählen die Huilo-Huilo-Wasserfälle, der Vulkan Mocho-Choshuenco und der Lago Pirihueico. In dem Reserva gibt es verschiedene Wanderrouten, die vor allem durch valdivianischen Regenwald führen. Zudem wurde der bedrohte Südandenhirsch angesiedelt. Außerdem ist die außergewöhnliche Architektur der Hotelanlage sehenswert. Die wirtschaftliche Wandel von einem forstwirtschaftlich dominierten Gebiet zu einer Tourismusdestination führt auch zu neuen beruflichen Perspektiven der dort lebenden Bevölkerung.